# Storia della Somalia
La Somalia (somalo: Soomaaliya; in arabo الصومال‎?, al-Sūmāl) è uno Stato dell'Africa Orientale situato nel corno d'Africa.

## Preistoria

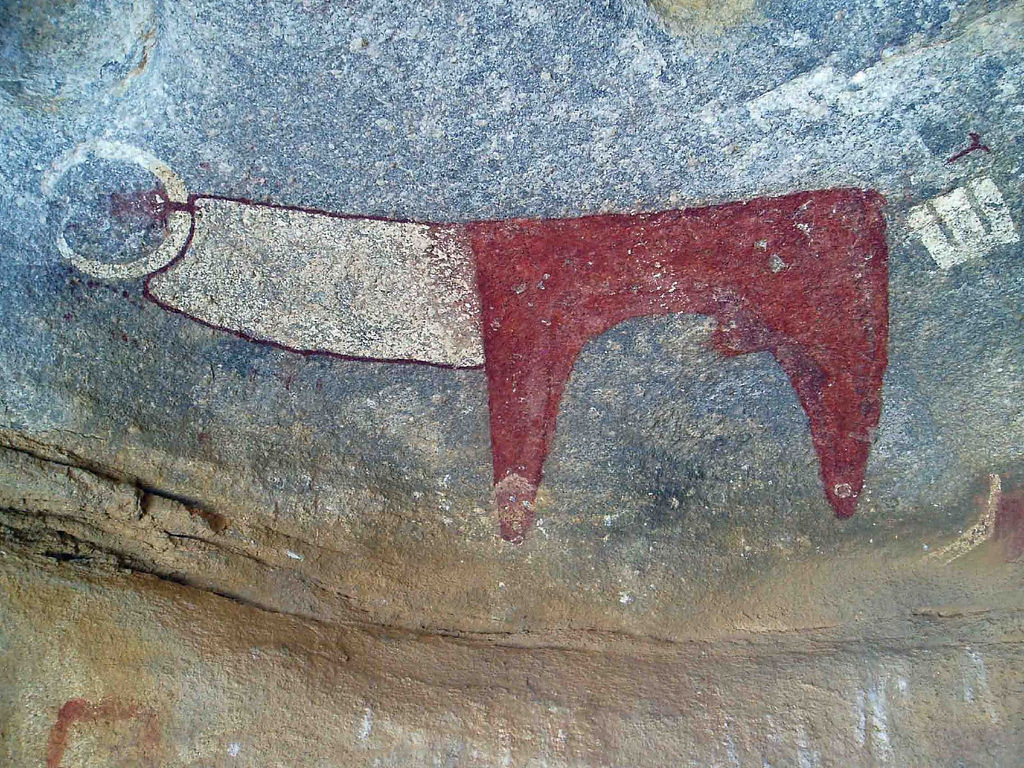
Un esempio di pittura rupestre del complesso di Laas Gaal.

Le prime testimonianze di insediamenti umani in Somalia risalgono al Paleolitico: esempi di pittura rupestre risalenti al IX millennio a.C. sono stati ritrovati nella parte settentrionale del Paese. I più famosi sono quelli ritrovati a Laas Gaal, dove si trovano alcune fra le più antiche testimonianze del continente africano, fra cui alcune iscrizioni non ancora decifrate. Durante l'età della pietra, si registrano varie testimonianze di più culture, fra cui la comunità di Hargheisa (perlopiù autoctona) e quella di Doia (probabilmente proveniente dal Nordafrica).
Sempre nel Paese sono state rintracciate le prime testimonianze, risalenti al IV millennio a.C., di sepoltura nel corno d'Africa. Gli utensili in pietra trovati nel sito archeologico di Jalelo, nel nord della Somalia, sono stati definiti "il più importante collegamento, considerando tutto il Paleolitico, fra Oriente e Occidente".

## Dall'antichità fino all'età classica

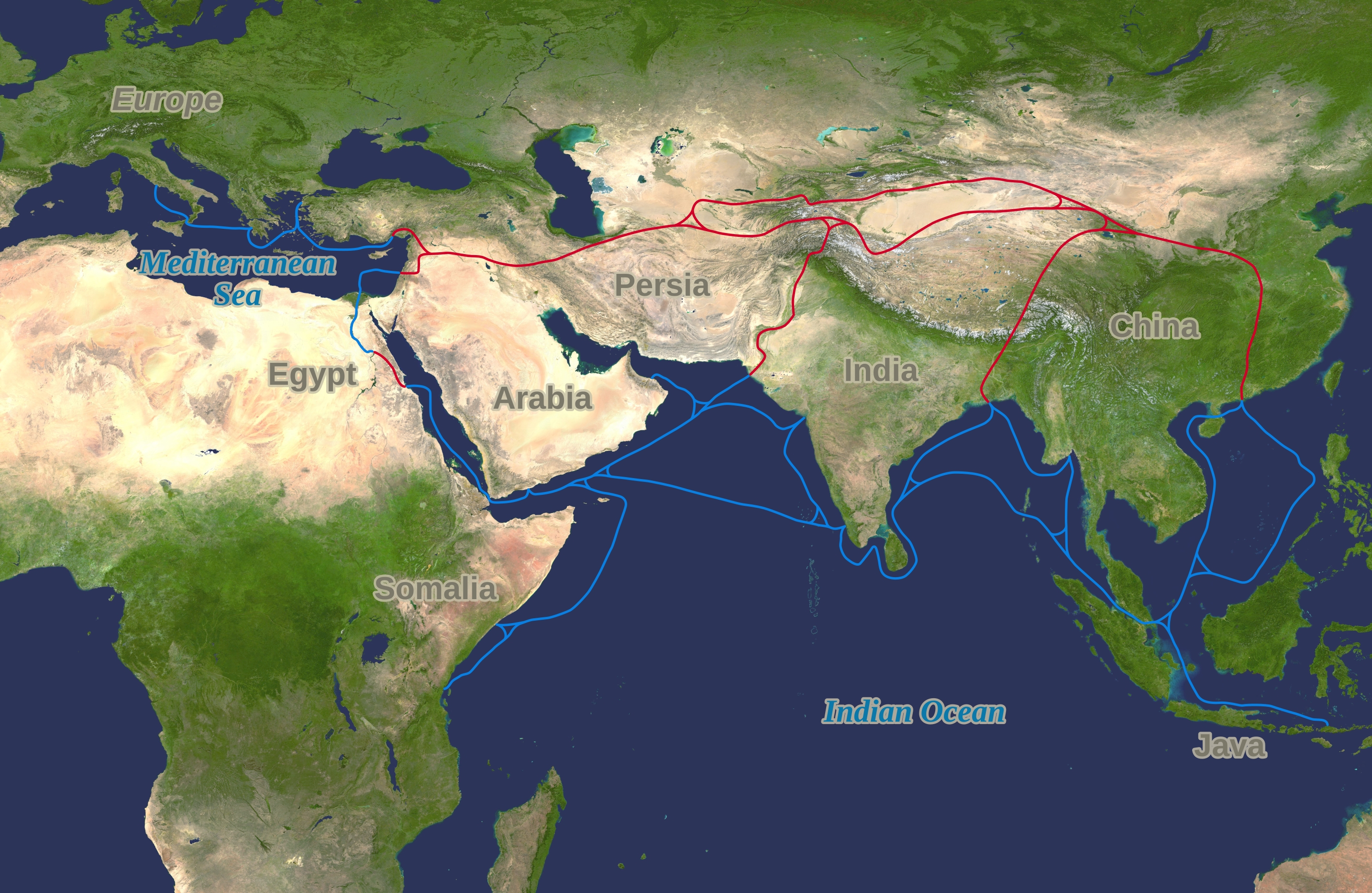
La Somalia era una delle tappe della via della seta che collegava l'Europa meridionale alla Cina.

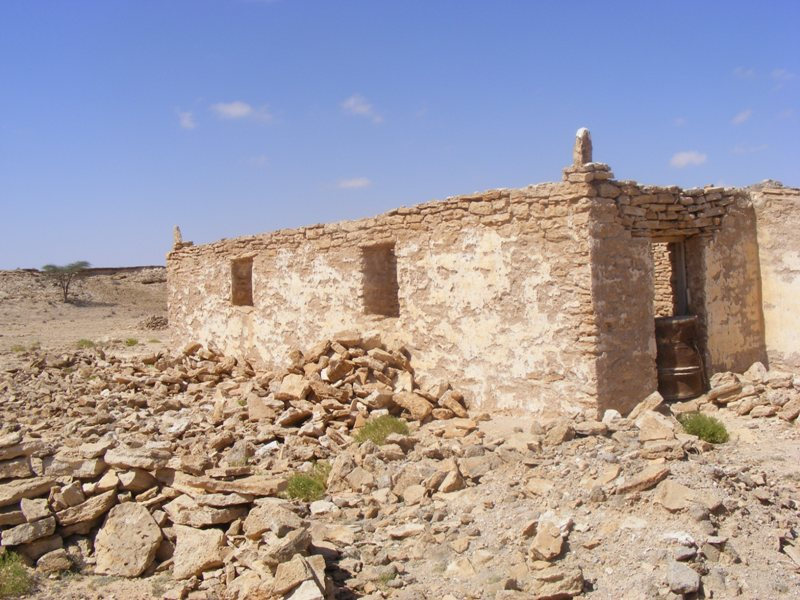
Le rovine di Qa'ableh.

Ci sono varie testimonianze di edifici e altre costruzioni (strutture piramidali, tombe, rovine di città e muri di pietra), fra cui il Muro di Wargaade, che evidenziano l'esistenza di una civiltà piuttosto avanzata nella penisola somala (probabilmente riconducibile al leggendario Paese di Punt), la cui scrittura resta ancora oggi non decifrata e che aveva rapporti commerciali con l'antico Egitto e la civiltà micenea a partire perlomeno dal II millennio a.C.
I commercianti di Punt "commerciavano non solo la propria produzione di incenso, ebano e bovini dalle corna corte, ma anche merci delle regioni confinanti, compreso oro, avorio e pelli animali". Si ha inoltre testimonianza dell'addomesticamento del dromedario durante il III millennio a.C., da cui poi si è diffuso nell'antico Egitto e poi nel Nordafrica. Nel periodo classico, le città-stato di Mossilone, Opone, Malao, Mundus, Sarapion  e Tabae svilupparono una lucrosa rete commerciale con i mercanti di Fenicia, Egitto, Grecia, Impero partico, Saba, Nabatea e Impero romano. 
Durante l'era classica, i macrobici, che si ipotizza siano stati gli antenati dei somali, stabilirono un potente regno tribale che regnò su gran parte della moderna Somalia.  Essi erano famosi per la loro longevità e ricchezza e si diceva che fossero "i più alti e belli di tutti gli uomini". I macrobici erano pastori guerrieri e navigatori. Secondo il racconto di Erodoto, l'imperatore persiano Cambise II, dopo la sua conquista dell'Egitto nel 525 a.C., inviò ambasciatori a Macrobia, portando doni di lusso per il re macrobico per attirare la sua sottomissione. Il sovrano macrobico, che fu eletto in base alla sua statura e bellezza, rispose invece con una sfida per il suo omologo persiano sotto forma di un arco non teso: se i persiani riuscissero a disegnarlo, avrebbero avuto il diritto di invadere il suo paese; ma fino ad allora, avrebbero dovuto ringraziare gli dei che i macrobiani non hanno mai deciso di invadere il loro impero. I macrobici erano una potenza regionale famosi per loro architettura avanzata e ricchezza d'oro, che era così abbondante che incatenavano i loro prigionieri in catene d'oro.
Dopo la conquista del Regno nabateo da parte dei Romani e l'instaurazione di una presenza navale ad Aden per combattere la pirateria, i mercanti arabi e somali impedirono alle navi indiane di entrare nei porti della penisola araba, mantenendo così il monopolio della tratta Mar Rosso-Mar Mediterraneo. Tuttavia, i mercanti indiani continuavano ad avere libero accesso ai porti somali, liberi dalle interferenze romane.
Per secoli, la cannella fu fra le merci più importate da Sri Lanka e Indonesia verso i porti arabi e somali, i cui mercanti poi la esportavano verso il Nordafrica, il Vicino Oriente e l'Europa con fortissimi ricarichi (concordati con i loro colleghi indiani e cinesi). La provenienza della spezia fu uno dei segreti meglio tenuti dai mercanti, al punto che Greci e Romani pensavano che provenisse dall'Arabia o/e dalla Somalia.

## Dalla nascita dell'Islam alla fine del Medioevo

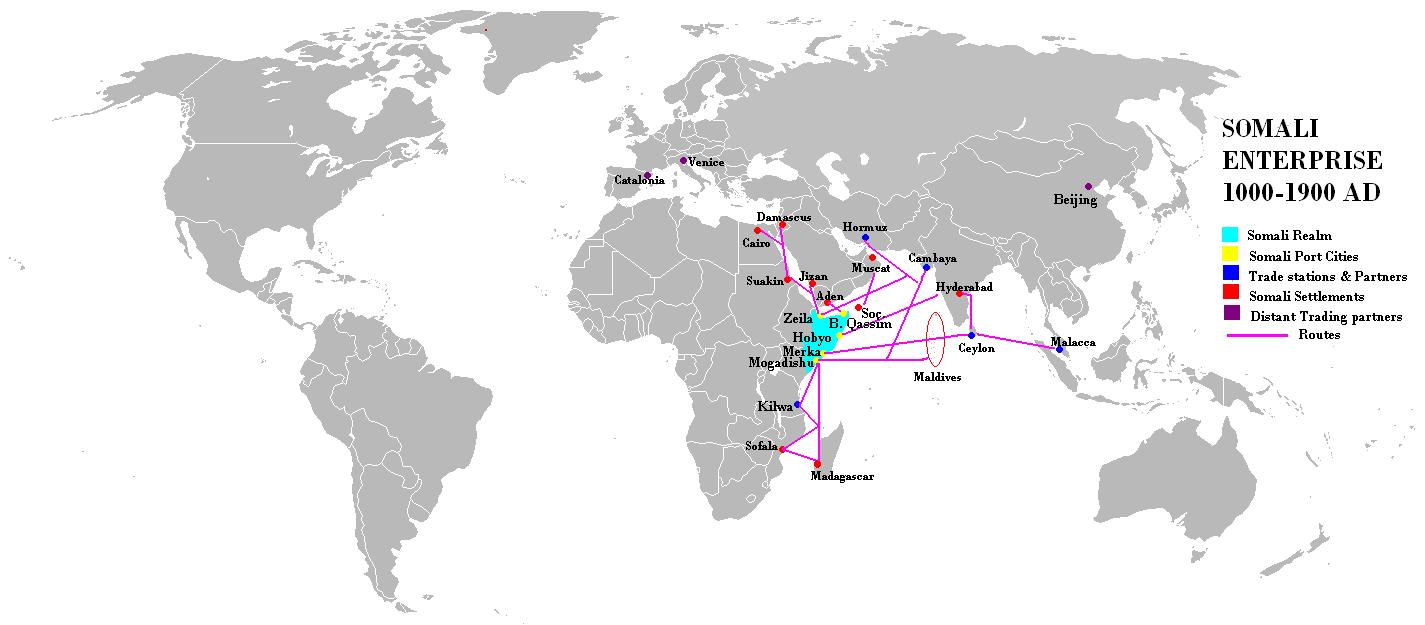
Spedizioni marittime somale tra l XI e il XIX secolo

Alcuni popoli arabi provarono ad appropriarsi del territorio: i primi arabi giunsero nel Corno d'Africa nel VII secolo, allora sotto l'influenza del Regno di Axum. Un hadith di Maometto ricorda l'evento, vietando ai musulmani di attaccare il regno di Axum perché aveva dato rifugio ai primi convertiti all'islam fuggiti dalla Mecca. Nel corso del VII gli Arabi fondarono molte colonie nell'attuale Somalia, come la città di Zeila nell'odierno Somaliland, che divenne capitale di un sultanato a partire dall'VIII secolo. Secondo altri studi, soltanto a partire dal IX secolo l'emiro di Zeila ottenne il sopravvento sul sultanato di Iyat. 
Secondo la descrizione del geografo arabo al-Ya'qubi, il sultanato era esteso nell'VIII secolo lungo tutta la costa dell'attuale Somalia settentrionale, mentre gli scali commerciali arabi di Mogadiscio, Merca e Brava pur intrattenendo relazioni con esso si governavano autonomamente come città stato marinare. 
A partire dal tredicesimo secolo, somali e pastori nomadi stabilitisi nel nord del Corno d'Africa, cominciarono a emigrare in direzione dell'attuale regione della Somalia. Prima i Galla, pastori e agricoltori, avevano iniziato la loro migrazione dall'Ogaden e l'Abissinia. Tutti questi popoli si installarono definitivamente sul territorio.  
Nel XIV secolo, le città arabe della costa di Benadir si unirono in un'entità statuale distinta, il sultanato di Mogadiscio, che divenne lo scalo principale dei mercanti Arabi, e commerciava anche con i popoli cuscitici dell'entroterra etiopico e della regione dei Danakil, cioè gli Oromo e gli Afar.  
In questo periodo il sultano di Adal, la cui residenza era allora Zeila, attaccò il negus Amda Seyon I, espandendosi nel Corno d'Africa. Successivamente nel 1415 il sultano di Adal Sa'ad ad-Din II fu attaccato e sconfitto dal negus Yeshaq I, che fece comporre una canzone per commemorare la propria vittoria e il proprio dominio sulla regione di Somali . Il nome Somali compare per la prima volta in luogo del precedente nome di Punt. 
La regione del Giuba e del Uebi Scebeli, nell'attuale Somalia, fu parte integrante del Sultanato degli Agiuran per tutto il Medioevo e fino alla fine del XVII secolo.

## Il dominio del Sultanato di Zanzibar
I sultani di Zanzibar provarono e riuscirono ad impadronirsi delle coste somale meridionali, anche se il controllo su tale territorio costiero era più nominale e “de facto” solamente per quanto riguarda il riconoscimento statale e a livello internazionale dell’appartenenza di tali territori ai Sultani di Zanzibar, poiché le tribù somale che vivevano in quei territori non erano sottomesse del tutto. Durante questo periodo, il sultano di Zanzibar dominava una parte rilevante della costa orientale africana, nota come Zanj, comprendente Mombasa e Dar es Salaam, e le rotte commerciali che si estendevano molto all'interno dell'Africa, come Kindu sul fiume Congo.
Nel novembre 1886, una commissione anglo-tedesca fissò i confini in una striscia larga dieci miglia nautiche (19 km) lungo la costa da Capo Delgado (nell'odierno Mozambico) a Kipini (ora in Kenya), che includeva tutte le isole e parecchie città in quella che oggi è la Tanzania. 

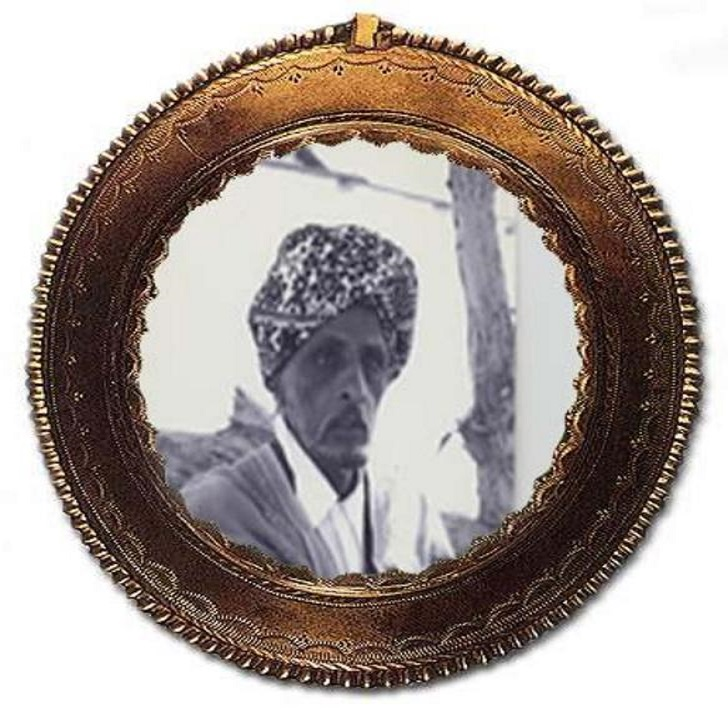
Sultano Mohamoud Ali Shire: guida anti-imperialista del Sultanato degli Uarsangheli, che fu esiliato dai britannici alle Seychelles.

Tuttavia, dal 1887 al 1892, tutti questi possedimenti di terraferma furono progressivamente perduti a vantaggio delle potenze coloniali del Regno Unito, della Germania e dell'Italia, sebbene alcune non furono formalmente vendute o cedute fino al XX secolo (Mogadiscio agli italiani nel 1905 e Mombasa ai britannici nel 1963). Molti somali si dispersero nel territorio, specialmente in prossimità dell'Abissinia.

## Il periodo coloniale
L'anno 1884 pose fine a un lungo periodo di pace. Con la Conferenza di Berlino, iniziò una lunga lotta sanguinosa in cui tre stati si contendevano la Somalia. L'Italia, la Gran Bretagna e la Francia si spartirono il suo territorio nel tardo XIX secolo.
I britannici stabilirono il Protettorato della Somalia Britannica nel 1886 dopo la ritirata dell'Egitto e il trattato con la cabila Uarsangheli. L'Egitto tentava di impedire l'espansione coloniale europea nell'Africa nordorientale. L'area meridionale, occupata dall'Italia nel 1892, divenne nota come Somalia italiana. La parte più settentrionale del territorio fu data alla Francia, che stabilì la Somalia Francese, costituita dai territori di Afars e Issas. La guerra di resistenza dello Stato dei dervisci contro inglesi ed italiani (1898-1920) fu guidata dal poeta, studioso e politico somalo Mohammed Abdullah Hassan. La guerra terminò con il bombardamento da parte della RAF del forte di Sayid, che causò una grande perdita di militari e civili somali.
Il 2 ottobre 1869 il governo italiano, guidato dal presidente Luigi Federico Menabrea, stipula un trattato segreto per comprare terreno sulle coste dell'Africa allo scopo di promuovere il colonialismo italiano. Nel 1885 viene stipulato il primo accordo tra il sultano di Zanzibar e l'Italia per ottenere un protettorato sulla Somalia; in realtà l'Italia aveva iniziato ad acquisire il controllo di varie parti della Somalia dal 1880 con alle spalle una controversa situazione internazionale, dove alcuni stati sostenevano questo genere di politica estera. Dal 1869 esistevano territori italiani privati, di società genovesi poi ceduti allo stato italiano, nella vicina Eritrea. Tutta l'area si trovava contesa tra Inghilterra, Italia e Francia.

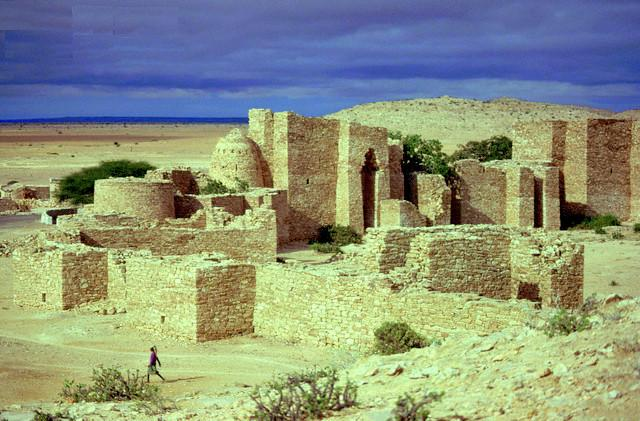
Taleh è stata la capitale dello Stato dei dervisci di Mohammed Abdullah Hassan.

Quando l'Egitto si ritirò dal Corno d'Africa nel corso del 1884, i diplomatici italiani fecero un accordo con la Gran Bretagna per l'occupazione del porto di Massaua che assieme ad Assab formò i cosiddetti possedimenti italiani nel Mar Rosso, dal 1890 denominati Colonia Eritrea, e base per un progetto che doveva sfociare nel controllo dell'intero Corno d'Africa. I britannici stabilirono il Protettorato della Somalia Britannica, futuro Somaliland, nel 1886, dopo la ritirata egiziana e il trattato con il cabila Uarsangheli. L'area meridionale, occupata dall'Italia nel 1892, divenne conosciuta come Somalia italiana. La parte più settentrionale del territorio fu data alla Francia, che stabilì la Somalia Francese, costituita dai territori di Afars e Issas.
Agli inizi degli anni 1880 questa zona era abitata da popolazioni dancale, somale e oromo autonome o sottoposte a diversi dominatori: gli egiziani lungo le coste del Mar Rosso, sultani (tra cui Harar, Obbia, Zanzibar), emiri e capi tribali, mentre l'Etiopia, era retta dal Negus Neghesti (Re dei Re) Giovanni IV, con la presenza di un secondo Negus (Re) nei territori del sud: Menelik.
Il Regno d'Italia cominciò a penetrare nell'area somala negli anni ottanta dell'Ottocento, fino alla creazione di una vera e propria colonia.

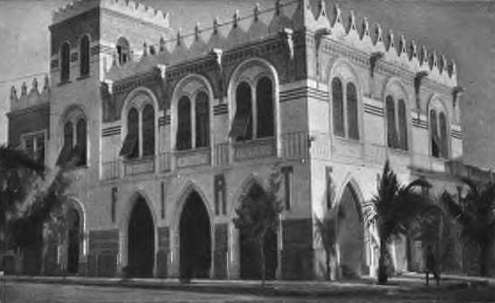
L'edificio della Fiat a Mogadiscio alla fine degli anni '30

Numerosi coloni italiani si radicarono nella Somalia italiana, specialmente nella capitale Mogadiscio dove gli Italo-somali erano circa 20.000 (su un totale di 50.000 abitanti) nel 1938. Negli anni trenta la Somalia ebbe un certo sviluppo economico, centrato sull'esportazione di banane e prodotti agricoli grazie anche alla costruzione di strade carrozzabili ed alle moderne infrastrutture di cui fu dotato il porto della capitale Mogadiscio. 
Di questo periodo è la costruzione del villaggio-colonia agricola Duca degli Abruzzi, noto per le sue moderne tecniche d'irrigazione e coltivazione. Nel 1936, dopo la guerra d'Etiopia, la Somalia italiana entrò a far parte dell'Africa Orientale Italiana insieme all'Etiopia e all'Eritrea e le venne aggiunto l'Ogaden. Mogadiscio ebbe un notevole sviluppo urbano all'interno dell'A.O. I., inferiore solo a quello di Asmara; la città, capoluogo della Colonia fu dotata infatti di strade asfaltate, fognature, uffici e palazzi, scuole ed ospedali e fu progettata una sede per l'università.
Nel corso della seconda guerra mondiale, nell'estate 1940, le truppe italiane occuparono la Somalia Britannica e parte del Kenya vicino all'Oltregiuba. Questi territori furono annessi alla Somalia Italiana ingrandendola ed ottenendo -anche se per pochi mesi- l'unione territoriale di tutti i Somali nella "Grande Somalia".
Nel 1941 fu occupata dalle truppe britanniche dal Somaliland nel corso della controffensiva.
Terminato il conflitto nel 1945, gli inglesi ne mantennero il controllo fino al novembre del 1949, quando le Nazioni Unite la diedero in Amministrazione fiduciaria alla Repubblica italiana.

### L'amministrazione fiduciaria
L'Amministrazione fiduciaria italiana della Somalia (acronimo "A.F.I.S.") fu una Amministrazione fiduciaria delle Nazioni Unite sull'ex Somalia italiana, a partire dal 1º gennaio 1950, affidata alla Repubblica italiana per preparare il paese all'indipendenza. Nel 1956 si tennero le prime elezioni, con un proprio primo ministro. 
L'indipendenza fu raggiunta il 1º luglio 1960 quando la ex Somalia italiana e la Somalia Britannica si unirono nell'attuale Repubblica di Somalia. Gibuti (ex Somalia Francese) divenne invece indipendente nel 1977.

## L'indipendenza e la dittatura di Siad Barre

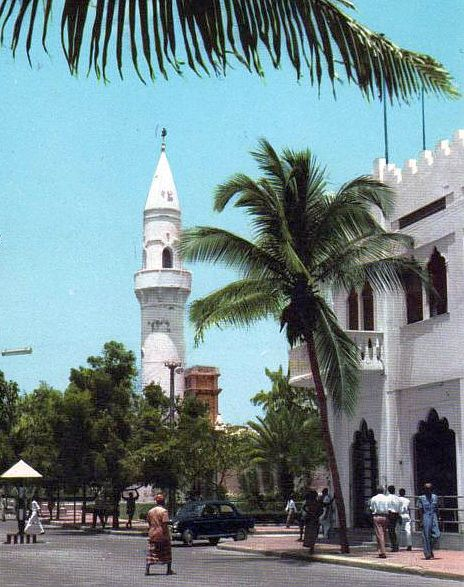
Via a Mogadiscio nel 1963

Ottenuta l'indipendenza nel 1960, nel 1964 e nel 1977 la Somalia combatte due guerre contro l'Etiopia. Nonostante la diversità religiosa, le guerre erano tuttavia di matrice territoriale.
Era infatti conteso il territorio che era popolato da somali ma rimasto all'Etiopia in seguito alla divisione delle terre colonizzate effettuata dalla Gran Bretagna nella seconda metà dell'Ottocento. Il territorio di Ogaden è rimasto poi all'Etiopia ed il dipartimento somalo ha successivamente deciso di abbandonarne la rivendicazione.
Nell'ottobre 1969, un colpo di Stato militare, ai danni del presidente della repubblica Abdirashid Ali Shermarke, assassinato pochi giorni prima, portò al potere il generale Siad Barre che instaura un regime autoritario filosovietico. 
Fra la fine degli anni 1970 e l'inizio degli anni 1980 iniziarono a formarsi organizzazioni di guerriglia ostili al regime di Barre. 
Dal 1986 ebbe così inizio un'epoca di guerra civile intermittente con diversi contendenti. 

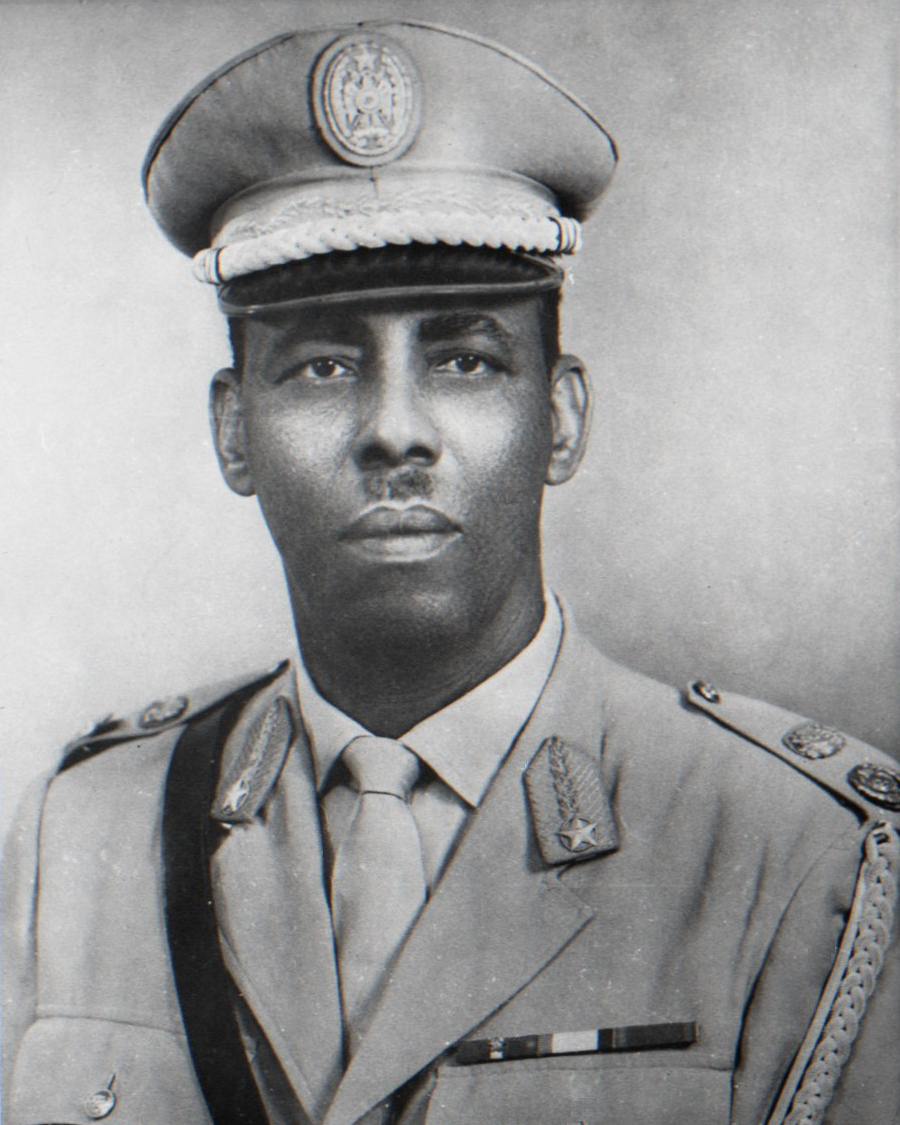
Siad Barre

## La guerra civile il governo di transizione
Nel 1991 Barre fu estromesso dal ministro della Difesa, Mohammed Farah Aidid, dopo aspri combattimenti a Mogadiscio tra le due fazioni, aprendo una lotta per il potere tra diversi clan tribali. Nello stesso anno il territorio settentrionale dell'ex Somaliland britannico annunciò la propria secessione. I cosiddetti Signori della guerra sottomisero la popolazione locale e imperversarono per anni in gran parte del sud del Paese. Ci furono scontri anche nella capitale Mogadiscio, tra l'ostilità della popolazione locale. Nei primi mesi del 1994 i militari americani furono messi in fuga e l'anno seguente 1995 anche i caschi blu ONU, provocando il fallimento della missione UNOSOM "Restore Hope". 
Solo a fine anni novanta ci furono i primi successi diplomatici, con un accordo fra ventisei fazioni (1997), la Conferenza di pace di Gibuti (2000), e la Conferenza di pace di Mbagathi (2002).
Nel 2004 il processo di pacificazione politica sembrava avviarsi alla conclusione. Nel corso di una Conferenza di pace in Kenya, cui parteciparono anche gli USA, direttamente e tramite l'Etiopia, l'UE, e la IGAD, organizzazione politico-commerciale dei paesi del Corno d'Africa, i vari signori della guerra furono costretti ad accordarsi per creare una parvenza di governo, un governo di transizione, cioè non ancora eletto dal popolo, e relativo parlamento federale. 
Fu nominato come presidente ad interim Abdullahi Yusuf Ahmed, un potente signore della guerra, e come capo del Governo Nazionale di Transizione Mohamed Mohalim Gedi. Ma al di là della facciata concorde, nessun signore della guerra era in realtà disposto a lasciare il proprio feudo al governo transitorio, men che meno quelli di Mogadiscio, quasi tutti componenti del governo stesso.

### Guerra contro gli islamisti (2006-2012)
Nel 2006 i signori della guerra furono costretti a dichiarare guerra ad al-Qāʿida, e all'integralismo islamico in generale, in quanto in 16 anni di guerra la popolazione era divenuta integralista e le Corti islamiche locali avevano su di essa un notevole potere. Con la mediazione di IGAD, Lega araba e ONU e l'appoggio militare del governo etiope, il governo provvisorio somalo cercò di giungere a un accordo con l'Unione delle Corti islamiche, che riuscirono a riportare una relativa pace a Mogadiscio e nelle città e regioni da esse governate, contenendo l'inflazione dei beni di prima necessità, sebbene al prezzo di esecuzioni sommarie e gravi riduzioni delle libertà. In quell'anno si verificò la secessione anche della regione somala di Galmudug.

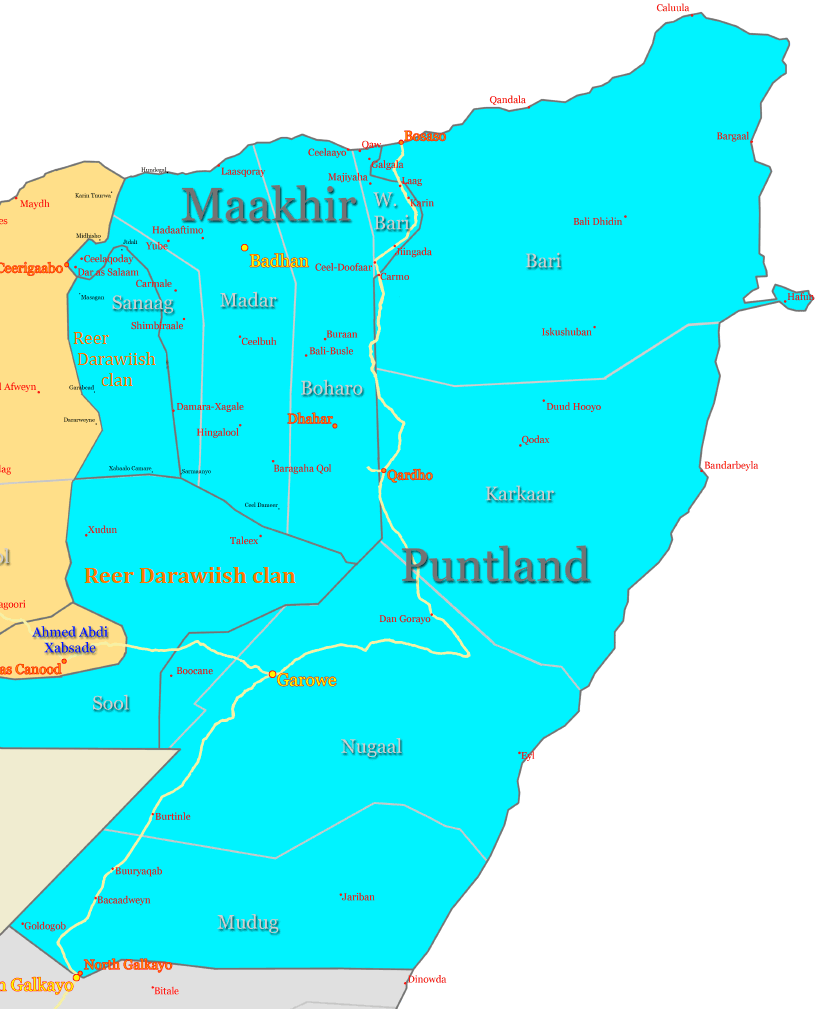
Mappa della regione del Puntland in Somalia nord-orientale.

Le milizie delle Corti islamiche avanzavano nel frattempo verso le città di Baidoa e Gallacaio, minacciando anche le regioni autonome del Somaliland e del Puntland, che per il passato erano state caratterizzate da governi relativamente stabili e infrastrutture operative (porti e aeroporti).
Con la risoluzione 1725/2006 il Consiglio di Sicurezza dell'ONU revocò l'embargo delle armi al governo federale somalo e consentì la creazione di una forza internazionale regionale per il monitoraggio e il mantenimento della pace a Baidoa, permettendo di fatto al governo di transizione di riarmarsi. Subito si intensificarono gli scontri tra milizie delle Corti islamiche e truppe fedeli al governo provvisorio di Baidoa, sostenute militarmente dall'Etiopia, che riuscirono in pochi giorni a entrare nella capitale somala, provocando migliaia di morti e suscitando la disapprovazione di Unione Africana, Lega Araba ed IGAD.
Nel 2007 anche gli Stati Uniti entrarono al fianco del governo somalo e dell'Etiopia nella guerra contro gli islamisti, e attaccarono diversi villaggi nel sud del Paese dove si sarebbero rifugiati esponenti di al-Qāʿida, causando la morte di numerosi civili e ricevendo dure critiche dall'Unione europea e dall'ONU. L'intervento statunitense convinse infine i signori della guerra Mohamed Qanyare Afrah, del clan dei murursade, e Mussa Sudi Yalaow, a capo degli Abgal/daud), a disarmare le loro milizie ed entrare nell'esercito somalo. Inoltre il portavoce del Parlamento Sharif Hassan Shek Aden, ritenuto troppo vicino alle Corti Islamiche, fu sfiduciato dal parlamento.

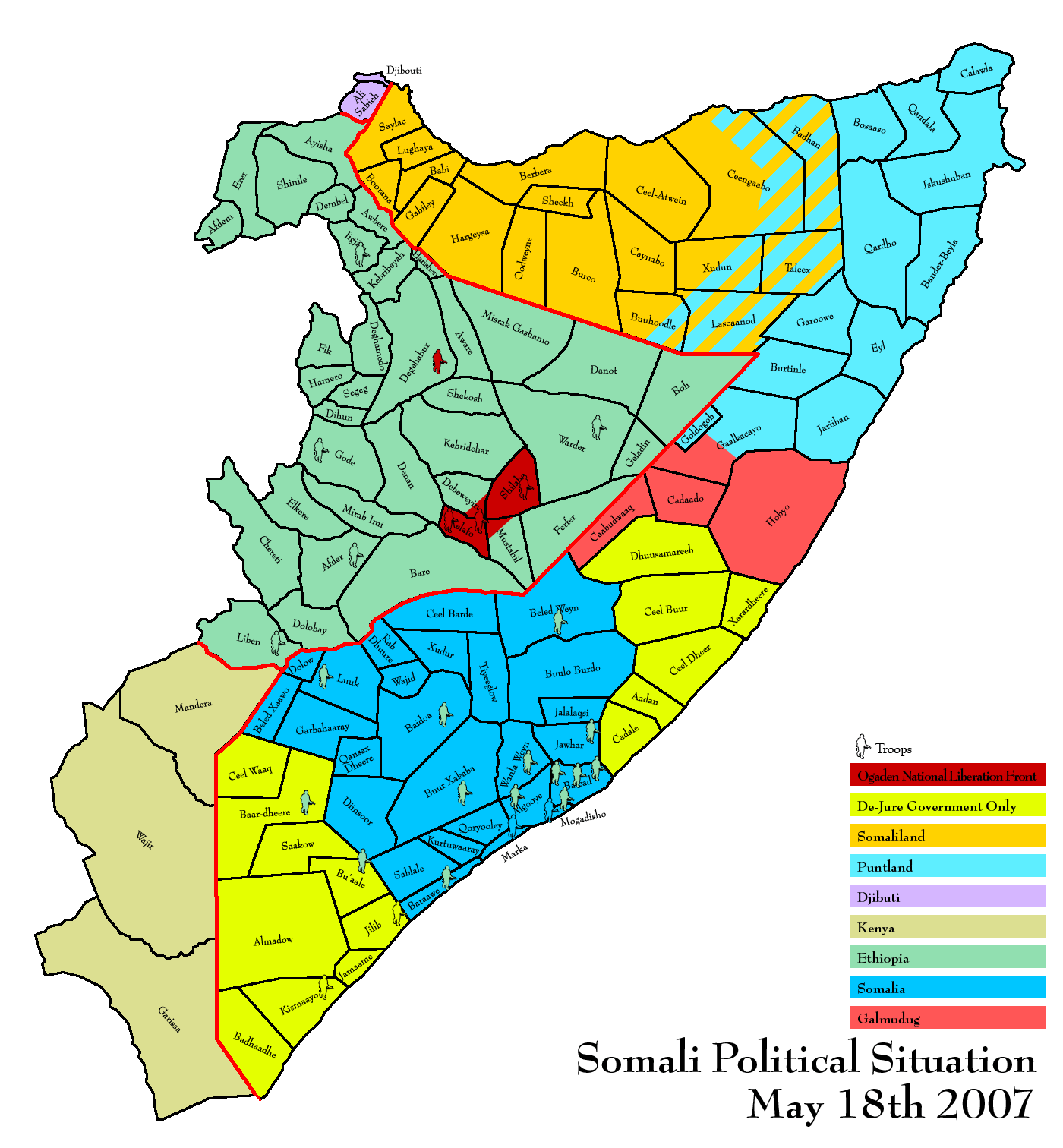
Etnie somale nella situazione politica della "Grande Somalia" nel 2007

A marzo giunsero a Mogadiscio le truppe ugandesi della missione di pace dell'Unione Africana Amisom (African Mission to Somalia) per contrastare il ritorno delle milizie islamiche, uniche truppe nazionali dei "caschi verdi" africani a presentarsi, a differenza di quelle attese da Nigeria, Ghana, Malawi e Burundi). Nonostante i caschi verdi, in aprile ci furono violenti scontri a Mogadiscio tra le truppe governative ed etiopi e i ribelli appoggiati da miliziani delle Corti islamiche, tanto che il governo somalo nominò il mese seguente una commissione di inchiesta sui crimini di guerra commessi.

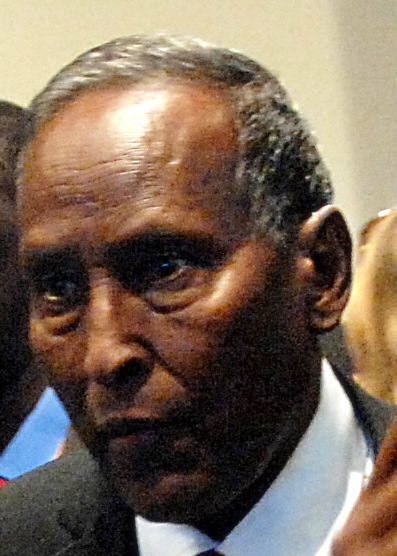
Abdullahi Yusuf Ahmed.

In estate vi è una parvenza di miglioramento della situazione che induce 125.000 sfollati a rientrare a Mogadiscio, ma in autunno vi è una crisi sanitaria e umanitaria a causa della guerra, e violenze tra le truppe etiopi e i ribelli armati, nonché verso la popolazione, mentre il solo contingente ugandese appare insufficiente per opporvi resistenza. Il primo ministro Mohamed Mohalim Gedi si dimise in novembre e al suo posto fu eletto Nur Hassan Hussein, che poté entrare a Mogadiscio soltanto nel gennaio 2008, al seguito di un contingente di pace dell'Unione Africana rafforzato anche da truppe del Burundi. In questo periodo ad Asmara Sharif Sheikh Ahmed fondò un nuovo partito politico, l'Alleanza per la Riliberazione della Somalia (ARS), anche con l'appoggio di Sheikh Hassan Dahir Aweys, ex leader delle Corti Islamiche. Nel giugno 2008 questo partito stipulò col governo di transizione un accordo di pace a Gibuti, grazie all'impegno di Ahmed e del Primo Ministro Nur Hassan Hussein. L'accordo prevedeva la fine degli scontri armati, l'ingresso delle forze internazionali ed il ritiro dei militari etiopi, e il coinvolgimento degli esponenti moderati delle Corti islamiche, tuttavia a seguito dell'impossibilità di realizzarlo il presidente Abdullahi Yusuf Ahmed si dimise in dicembre, criticando la comunità internazionale per il mancato sostegno economico, necessario a finanziare le operazioni militari contro le corti islamiche e gli altri gruppi ribelli. Il presidente del parlamento Aden Mohamed Nur assunse anche la funzione di presidente ad interim.
Nel 2009 fu eletto capo del governo federale di transizione Sheikh Sharif Sheikh Ahmed, leader dell'Alleanza per la Riliberazione della Somalia (ARS), una fazione moderata dell'Unione delle Corti Islamiche. battendo nelle elezioni il primo ministro Nur Hassan Hussein appoggiato della comunità internazionale, e il generale Maslah Mohamed Siad, figlio dell'ultimo presidente della Somalia prima della guerra, Siad Barre.
Nel 2010 con l'accordo di Kampala si prolungò di un anno il mandato del Presidente e del Parlamento la cui fine era prevista nell'estate 2011. 
Nell'autunno 2011 il Governo federale di transizione somalo diede inizio all'Operazione Linda Nchi, con l'aiuto di truppe keniote, per sconfiggere gli Al-Shabaab, i ribelli islamisti nel sud del Paese. 
L'azione militare congiunta terminò nel marzo 2012 e riottenne il controllo dei territori somali meridionali in possesso dei miliziani islamici, tra cui le città di Baidoa, Belet Uen e Afgoi.

## La Somalia oggi

Le cinque punte della stella centrale della bandiera della Somalia rappresentano le cinque zone dove vivono i Somali

A inizio 2012 fu elaborato il progetto di una nuova costituzione, che tra gli altri vide d'accordo il presidente Sharif Ahmed, il Primo Ministro Abdiweli Mohamed Ali, il Presidente del Parlamento Sharif Adan Sharif Hassan, il Presidente del Puntland Abdirahman Mohamed Farole, il Presidente del Galmudug Mohamed Ahmed Alim, ed anche Khalif Abdulkadir Noor, rappresentante del movimento paramilitare sufi anti-Shabaab Ahlu Sunnah Wal Jama'a.
L'Assemblea Nazionale Costituente approvò il 1º agosto il progetto con il 96% dei voti, il 2% di contrari ed altrettanti astenuti.
Il 20 agosto nacque ufficialmente la "Repubblica Federale di Somalia" composta da 5 stati federati. Lo stesso giorno, terminarono il mandato di Ahmed e l'esistenza del Governo Federale di Transizione.
Nelle elezioni successive il 16 settembre 2012 Sheikh Sharif Sheikh Ahmed viene sconfitto inaspettatamente alle elezioni da Hassan Sheikh Mohamud, primo presidente della Repubblica Federale.
Grazie anche al processo di ricostituzione della polizia e dell'esercito, alla fine del 2012 il governo centrale controlla secondo l'ONU circa l'85% del territorio nazionale.
Nel 2013 il presidente Mohamud ha ripreso i colloqui di riconciliazione tra il governo centrale di Mogadiscio, da lui presieduto, e quello del Somaliland, regione settentrionale che rivendica l'indipendenza dal resto della Somalia dal 1991, peraltro senza riconoscimento internazionale. È stato siglato un accordo che prevede un'equa assegnazione al Somaliland di una parte degli aiuti umanitari stanziati per la Somalia, e cooperazione in materia di sicurezza.
L’8 febbraio 2017 Mohamed Abdullahi Mohamed Farmajo viene eletto dal parlamento alla presidenza dello Stato Federale e il successivo 16 febbraio si insedia ufficialmente nominando Hassan Ali Kheyre a capo dell’esecutivo il 23 febbraio.
Dopo che nel 2021 erano state rinviate le elezioni, nel maggio 2022 viene rieletto alla presidenza Hassan Sheikh Mohamud.